# One Mile from Heaven
Pour plus de détails, voir Fiche technique et Distribution.
One Mile from Heaven est un film américain en noir et blanc réalisé par Allan Dwan, sorti en 1937. 

## Synopsis
Une femme noire, Flora Jackson, dit qu'elle est la mère d'une fille blanche, Sunny. La journaliste Tex Warren pense qu'elle tient là un scoop sensationnel. Grâce à son travail de détective, elle découvre que la vraie mère de la jeune fille est une certaine Barbara Harrison. Aujourd'hui mariée à un homme riche, celle-ci elle souhaite garder son passé secret. Mais cette information tombe entre les mains de maîtres chanteurs.

## Fiche technique
- Titre original : One Mile from Heaven
- Réalisation : Allan Dwan
- Scénario : Lou Breslow, John Patrick, Robin Harris (histoire), Alfred Golden (histoire)
- Photographie : Sidney Wagner
- Montage : Fred Allen
- Producteur : Sol M. Wurtzel
- Société de production et de distribution : 20th Century Fox
- Pays de production :  États-Unis
- Langue originale : anglais américain
- Format : noir et blanc — 35 mm — 1,37:1 — son : mono (Western Electric Mirrophonic Recording)
- Genre : drame
- Durée : 67 minutes
- Date de sortie : 18 août 1937

## Distribution
- Claire Trevor : Lucy 'Tex' Warren
- Sally Blane : Barbara Harrison
- Douglas Fowley : Jim Tabor
- Fredi Washington : Flora Jackson
- Joan Carroll : Sunny
- Ralf Harolde : Moxie McGrath
- John Eldredge : Jerry Harrison
- Paul McVey : Johnny
- Ray Walker : Mortimer (Buck) Atlas
- Russell Hopton : Peter Brindell
- Chick Chandler : Charlie Milford
- Eddie Anderson : Henry Bangs
- Howard C. Hickman : le juge Clarke
- Bill Robinson : le policier Joe Dudley